# Mitología guatusa
Bajo la expresión mitología guatusa se agrupan el conjunto de historias religiosas protagonizada por personajes de carácter divino que dan sustento a las creencias de este pueblo. Los guatusos son un grupo indígena que habita en la parte norte de Costa Rica.

## Cosmogonía

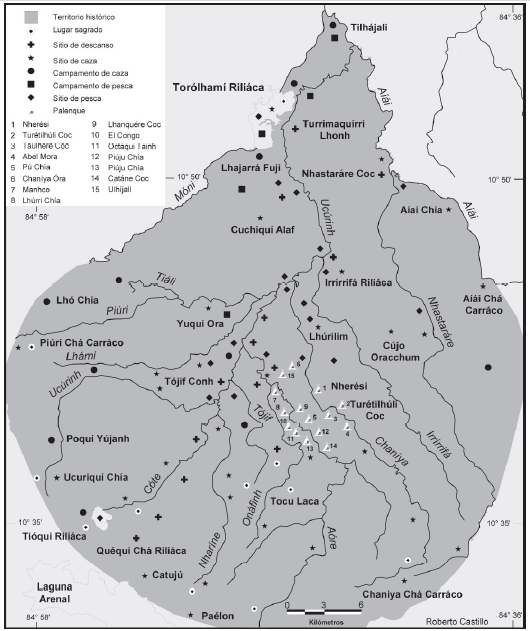
Territorio tradicional de los indígenas guatusos.

De acuerdo con la tradición guatusa, el mundo, al que se le llama “gran casa” (ú cájayá), ha existido desde siempre. No obstante, nada sucedió en él hasta la venida de los dioses, cuya procedencia se ignora. . El primer dios en llegar a la gran casa fue Nharíne Cha Cónhe (“El de la Cabecera del Nharíne”). Tras llegar durmió y soñó con la diosa que en los textos posteriores se manifestará como la que le sigue en poder. Cuando despierta, aparece la diosa y ambos se preguntan sobre sus respectivas procedencias, pero en sus respuestas lo único que aclaran es que han existido "no por poco tiempo". El dios vuelve a soñar, esta vez con los demás dioses y, cuando despierta, estos llegan.
Luego de esto, se reúnen en consejo para determinar quién ha de ser el que gobierne sobre ellos. Al respecto, se decide que “Quedará al mando aquel que sepa más, quien haya llegado primero a la gran casa”. De esta manera, el dios Nharíne Cha Cónhe, al haber llegado de primero a la gran casa (es decir, al mundo), fue elegido como el dios que gobernará sobre los demás dioses y sobre las creaturas.
Entonces, el primero en haber llegado divide el mundo conocido por los guatusos antiguos (las llanuras de Guatuso y las montañas adyacentes) en territorios que quedarán a cargo, cada uno, de un dios distinto. Estos territorios corresponden a los recorridos por los diferentes ríos cuyas cabeceras, por lo general, serán las moradas de los dioses. Él se asigna a sí mismo la cabecera del Río Nharíne (Río Venado en castellano, nombre que no es traducción del guatuso), razón por la cual es conocido como El de la Cabecera del Nharíne, nombre con que se lo menciona desde el principio. 
Nharíne Cha Cónhe se encarga de crear los seres vivos: plantas, animales y humanos. Desde un principio, aun antes de que se produzca la creación, prevalece entre los dioses la opinión de que esta obra no deberá ser destruida. Por algún tiempo se da armonía entre ellos, que pasan los días amenamente en reuniones en las que se deleitan con su bebida favorita, el chocolate. Durante este tiempo, Nharíne Cha Cónhe tiene relaciones amorosas con Aóre Cha Cónhe (“La de la Cabecera del Aóre”), la que había llegado en segundo lugar, quien le da una hija llamada Jafára.
La armonía, sin embargo, pronto se pierde por la envidia de la diosa que, debido a su incapacidad para crear, desea acabar con la obra de Nharíne Cha Cónhe y constantemente lo importuna pidiéndole que se realice "la transformación del mundo". El dios se decepciona de ella y la abandona.

## La transformación de la tierra
Se denomina “transformación de la tierra” (lacá malhifíjicá, en guatuso) al gran cataclismo que destruyó a los seres humanos, debido a las malas conductas que imperaban entre ellos. 
En un principio, Nharíne Cha Cónhe se muestra reacio a llevar a cabo este acontecimiento. Para evitarlo, hace varias advertencias a los seres humanos por medio de varios mensajeros. Estos “profetas del cataclismo” exhortan a la a los humanos a que abandonaran su mala conducta o, de lo contrario, tendrán que enfrentar las consecuencias de sus actos. 
Primeramente, Nharíne Cha Cónhe envía Tiyéunha, un hombre sabio, a advertir a los humanos sobre su mala conducta. Pero este, en vez de cumplir con su misión, prefiere seguir a los humanos y adopta su mismo comportamiento. Luego Nharíne Cha Cónhe envía a Cachumá, Coróque y Náshin. Ellos sí obedecen las órdenes, aunque no logran cumplir con su misión, pues los humanos no los obedecen; por el contrario, arremeten contra cada uno de ellos intentando lancearlos.
A pesar de estas advertencias, la primera humanidad continúa con su libertinaje. De esta forma, los mezquinos deseos de Aóre Cha Cónhe se ven favorecidos por el comportamiento de la gente, que se entrega con desenfreno a las relaciones incestuosas y homosexuales. Entonces, Aóre Cha Cónhe, aprovechándose de la forma en que se estaban conduciendo los “pavones” (así denominan los dioses a los seres humanos), convence a Nharíne Cha Cónhe de enviarles el cataclismo. El dios, desilusionado de ellos, accede, pero le hace prometer a la diosa que ella volverá a crear a los seres vivos después del cataclismo. 
Antes de que el cataclismo ocurra, a las aldeas llegan animales de distintas clases anunciando que "esto se pierde". Luego viene la “transformación de la tierra” que consiste en toda clase de calamidades: los astros no vuelven a salir y reina la oscuridad absoluta, se produce un huracán y un terremoto. Colérrenh, divinidad al parecer femenina, que produce los sismos y que normalmente está sujeta, es soltada por los otros dioses. Finalmente, Nharíne Cha Cónhe lanza unas piedras especiales a las cabeceras de los ríos, con lo cual las aguas de estos crecen hasta unirse. Los animales buscan refugio en los árboles, pero una taltuza enorme llamada Majíu los derriba. Ni siquiera el único árbol que resiste los embates de este monstruo, un gran sotacaballo situado en el curso medio del Ucúrinh (Río Frío), los salva: terminan cayendo al agua, extenuados y se ahogan. Las personas también son aniquiladas, excepto un hombre justo que es sacado del agua por orden de Nharíne Cha Cónhe. 
Después del cataclismo, el dios le pide a la diosa que cree nuevamente a los seres vivos, pero esta no pudo. Era incapaz de crear un ser vivo correctamente. En este momento, Nharíne Cha Cónhe se arrepiente de haberle hecho caso y de haber provocado el cataclismo y crea por segunda vez a todos los seres vivos. Crea, por una parte las plantas y ciertos animales, y hace surgir la nueva humanidad de una cueva llamada Aréfe, que se abre cuando lanza semilla de tabaco contra el suelo.

## Seres míticos
Los principales seres sobrenaturales de la mitología guatusa son los dioses (Tócu maráma) y los diablos (Maíca maráma).

## Los dioses
Son los seres sobrenaturales más importantes en la religión tradicional guatusa. Sus principales características son las siguientes:
- Se consideran eternos.
- Se los llama atáca acsufa maráma (existentes por voluntad propia) y ajuífa maráma (poseedores de mucho cacao).
- Su aspecto es antropomórfico.
- Sus moradas, por lo general, son las cabeceras de los ríos.
- No se identifican con los fenómenos naturales, estos sólo se consideran manifestaciones de su poder.
- Los dioses suelen intervienen en los asuntos humanos para premiar, castigar, imponer sus decisiones o acceder a ruegos.

Según la tradición guatusa, en un determinado momento, los dioses llegaron a este mundo que carecía de todo tipo de vida y su jefe les asignó sus residencias subterráneas en las cabeceras de los ríos y creó las plantas, los animales y la gente. Además, impuso a los hombres una serie de normas dietéticas, rituales y de convivencia. 

### Principales divinidades
- Nharíne Cha Cónhe  (“El de la Cabecera del Nharíne”): Fue el primer dios en llegar a la “gran casa” (el mundo). Sueña a una diosa y a los demás dioses y, al despertar, estos aparecen. Gobierna sobre los demás dioses por ser el primero en llegar a la gran casa y es, a la vez, el que más sabe. Se encargó de crear a los seres vivos: plantas, animales y humanos. Tiene una hija llamada Jafára con Aóre Cha Cónhe, la que había llegado en segundo lugar. Por su mal comportamiento, destruye a los “pavones” (“seres humano”) con un gran cataclismo. Hecho esto, volvió a crearlo todo y se comprometió a no destruir la humanidad nuevamente.

- Aóre Cha Cónhe  (“La de la Cabecera del Aóre”): Su verdadero nombre es Cutcutrrafánha. Diosa que llega en segundo lugar a la gran casa y le sigue en poder a El de la Cabecera del Nharíne, con quien tiene una hija llamada Jafára. Se dice que es muy bella y que sus senos son muy grandes. No lo gustaban los seres humanos; por eso, deseaba constantemente la “transformación del mundo” o cataclismo. Tenía una cola de guacamaya con la que producía un rayo.

- Jafára: En algunas variedades dialectales del guatuso, su nombre es Lhafára. Es hija de El de la Cabecera del Nharíne y La de la Cabecera del Aóre. Manifiesta un carácter hacendoso y servicial tanto con el padre como con la madre. Sin embargo, cuando crece, prefiere vivir con su padre, pues adversa la actitud negativa de su madre. Luego de esto, evita visitar a su madre por miedo a que la obligue a quedarse a vivir con ella. Se dice que posee gran belleza, pero permaneció siempre virgen por voluntad de su padre, quien no quiso entregarla a ninguno de los dioses que la pretendían. Es la mediadora entre los dioses y los hombres.
- Ucúriquí Chichá Afárasufá (“La que Vela por el curso Medio del Ucúrinh”): No se sabe a ciencia cierta cuál es el sexo de esta divinidad, pero se sospecha que es de género femenino. Como su nombre lo indica, es la divinidad que protege al río Ucúrinh (Río Frío). Además, actúa como ayudante y consejera de Nharíne Cha Cónhe. Trata de no prestar atención a la idea de Aóre Cha Cónhe de cambiar la tierra, pues es benevolente con la humanidad. En otro relato, se da cuenta de cómo esta diosa asesinaba a las mujeres embarazadas y ayuda a Nharíne Cha Cónhe a inutilizar su cola de guacamaya con el fin de detener la masacre.

## Los diablos
Al igual que los dioses, son considerados como seres que han existido siempre, por eso también se les considera atáca acsufá maráma (existentes por voluntad propia). Son denominados “los malos” (mairrínhanhe maráma) o simplemente “los diablos” (maíca maráma). Sus nombres propios deben evitarse en una conversación. De hecho, no se acostumbra a hablar de ellos, excepto en los mitos o los cantos. Los diablos se encargan de castigar a los seres humanos que han muerto mal. Los más importantes son Oronhcafá (u Oronhcafí) y Lhára. Los demás cumplen la función de ayudantes de uno u otro. Entre estos, se encuentran Aurunanhque, hijo de Orónhcafa, encargado de los ahogados; Pilhinanhque, quien es el encargado de los asesinados y aplastados por árboles; Tafanh, el demonio terreno, y Yóricófa, un diablo celestial.

### Orónhcafa
También llamado Oronhjafi, es uno de los diablos más importantes. Es un monstruo enorme, horrendo y de barbas sucias. Gobierna el sitio de castigo situado en el cielo. Aquí es donde penan las culpas los que mueren de muerte violenta, excepto por picadura de serpiente. Devora a los condenados que van al cielo, luego los vomita o expele con las heces o la orina. Luego les hecha agua caliente, con lo que recobran su forma original y el proceso vuelve a comenzar. Su boca se puede semejar a un horno. El espacio en que se encuentra es semejante al de la tierra, existe vegetación, caminos y casas. Los que han sido condenados lo pueden ver en su forma original humana.

### Jára o Lhára
Es de piel oscura y pelo ensortijado. Gobierna el sitio de castigo terrestre situado en la desembocadura del río Tilhá Calí (este río es un afluente del Río Frío), al cual van quienes han muerto a causa de la picadura de una serpiente venenosa. Nadie lo ha llegado a ver en condiciones normales. En su dominio, el castigo se lleva a cabo por medio del fuego.